# Abraham Olano
Pour les articles homonymes, voir Olano (homonymie).
Olano  Manzano est un nom espagnol. Le premier nom de famille, en général paternel, est Olano ; le second, en général maternel, souvent omis, est Manzano.
Abraham Olano Manzano, né le 22 janvier 1970 à Anoeta, est un coureur cycliste espagnol. Coureur professionnel de 1992 à 2002. Il devient le premier champion du monde espagnol à Duitama en 1995.  

## Carrière
En 1992, Abraham Olano fait ses débuts professionnels au sein de l'éphémère équipe Ciemar-CHCS. Au cours de cette année, il obtient sa première victoire lors de la Prueba Villafranca de Ordizia.
Il commence sa carrière sur piste et participe notamment en 1992 aux Jeux olympiques de Barcelone.
Devenu exclusivement coureur cycliste sur route, Abraham Olano côtoie Tony Rominger dans l'équipe Mapei au milieu des années 1990. Lors du Tour de Catalogne 1994, il est testé positif à la caféine lors de la première étape qu'il a remporté. Cela est confirmé par la contre analyse et il perd sa victoire d'étape, qui revient à Alex Zülle et est pénalisé de 10 minutes au général.
Dauphin de Laurent Jalabert sur le Tour d'Espagne 1995, il se révèle alors aux yeux du grand public quelques mois plus tard, lorsqu'il remporte en solitaire le championnat du monde sur les hauts plateaux de Duitama en Colombie, devançant Miguel Indurain et Marco Pantani. Olano, avec cette victoire, devient le premier Espagnol à remporter cette épreuve. Durant ces mêmes championnats, il prend la deuxième place de l'épreuve chronométrée derrière Miguel Indurain.
L'année suivante, il termine troisième du Tour d'Italie (remporté par Pavel Tonkov) après avoir été leader de l'épreuve à quelques jours de l'arrivée. Après avoir pris la neuvième place du Tour de France, il termine l'année avec une médaille d'argent lors du contre-la-montre des Jeux olympiques d'Atlanta derrière Miguel Indurain.
En 1997, il quitte l'équipe Mapei pour rejoindre l'équipe Banesto afin de prendre le relais de Miguel Indurain en tant que chef de file sur le Tour de France. Le « roi Miguel » parti, l'Espagne voit en Abraham Olano son successeur. Olano prépare donc le Tour de France 1997 avec pour objectif la victoire finale. Son approche de l'épreuve semble parfaite (vainqueur de la Bicyclette basque) et si une chute l'empêche de remporter le Critérium du Dauphiné libéré, Olano se présente au départ du Tour avec l'étiquette de favori, au même titre que Bjarne Riis et Jan Ullrich. Il n'est cependant jamais dans le rythme des meilleurs dans les étapes de montagne et échoue au pied du podium après avoir remporté le dernier contre-la-montre à Disneyland-Paris.
En 1998, Olano aborde encore le Tour de France dans la peau d'un vainqueur possible mais une chute dans la première étape de montagne ruine ses chances et il abandonne lors de la 11e étape. Il réalise néanmoins une excellente fin de saison en remportant le Tour d'Espagne et l'épreuve chronométrée du championnat du monde.
En 1999, il rejoint Laurent Jalabert au sein de la puissante équipe ONCE dirigée par Manuel Saiz. L'objectif avoué de sa saison est encore une fois le Tour de France. Le Tour de France 1999 est plutôt ouvert en l'absence du vainqueur sortant Marco Pantani ainsi que de son dauphin Jan Ullrich. Encore une fois, Olano n'est que l'ombre de lui-même lors d'un Tour de France qui marque le début de l'ère Armstrong. Olano termine sixième à Paris, restant en second plan, aussi bien en montagne que dans les contre-la-montre. Il défend son titre sur la Vuelta, occupant un temps la tête de l'épreuve. Il chute dans l'étape arrivant au sommet de l'Alto de l'Angliru, et termine néanmoins cinquième de l'étape en confortant son maillot d'or. Il abandonne quelques jours plus tard du fait d'une côte fêlée.
Après une année 1999 sans grande victoire, Manuel Saiz modifie le programme d'Olano pour l'année 2000 afin qu'il arrive en forme tôt dans la saison[réf. nécessaire]. Le résultat ne se fait pas attendre. Olano remporte trois courses par étapes majeures de début de saison : le Tour de la Communauté valencienne, Tirreno-Adriatico et le Critérium International. Après une coupure, il reprend sa préparation pour le Tour de France. Il tarde à retrouver le coup de pédale de son début de saison et le Tour de France est une déception (34e du classement général) malgré une victoire de son équipe dans le contre-la-montre par équipe couru entre Nantes et Saint-Nazaire. Sur le Tour d'Espagne, il ne joue pas les premiers rôles pour le classement général, préférant se préparer pour les Jeux olympiques mais il se montre régulier dans les épreuves chronométrées (2e du prologue, vainqueur du premier contre-la-montre et troisième du dernier contre-la-montre). Il porte le maillot d'or au cours de la première étape pyrénéenne à La Molina. Il clôt sa saison avec une quatrième place dans le contre-la-montre des Jeux olympiques de Sydney et une 5e place lors des championnats du monde.
En 2001, Olano fait l'impasse sur le Tour de France pour se concentrer sur le Giro. Il termine deuxième de ce Tour d'Italie à plus de 7 minutes, du vainqueur, l'Italien Gilberto Simoni. La Clásica de Alcobendas lui offre sa seule victoire de la saison.
Il revient sur le Tour de France en 2002 en qualité de capitaine de route de l'équipe ONCE une semaine après avoir terminé second du championnat d'Espagne. Sans ambition au classement général, il se contente de protéger les deux leaders de l'équipe, Joseba Beloki et Igor González de Galdeano, dans les étapes de plaine. Il contribue grandement à la victoire de son équipe ONCE dans le contre-la-montre couru entre Épernay et Château-Thierry. Sa 78e place à Paris à plus de deux heures de Lance Armstrong conclut sa dernière apparition dans la « grande boucle ».
Olano met à sa carrière en fin d'année 2002 au GP Correios, une épreuve du calendrier portugais.
Avec six succès, Olano détient le record de victoires en contre-la-montre individuel sur le Tour d'Espagne à égalité avec Alex Zülle et Tony Rominger.

## Après-carrière
En 2004, Abraham Olano est recruté par Unipublic, la société qui organise le Tour d'Espagne. Il devient directeur technique de cette course. Il est contraint de quitter ses fonctions en 2013, après que le rapport d'une commission d'enquête sénatoriale française sur l'efficacité de la lutte contre le dopage a révélé que des analyses réalisées en 2004 mettent en évidence la présence d'EPO dans son urine lors du Tour de France 1998.
Olano devient entraîneur pour la fédération du Gabon de cyclisme en octobre 2015. Il quitte son poste en fin d'année 2016.

## Palmarès

### Palmarès amateur
| - 1985 - Champion du Guipuscoa de cyclo-cross cadets - 1986 - 2e du championnat d'Espagne de vitesse cadets - 2e du championnat d'Espagne du kilomètre cadets - 1987 - Champion du Pays basque du kilomètre juniors - Champion du Pays basque de poursuite juniors - Champion du Pays basque de vitesse juniors - 3e du championnat d'Espagne de poursuite par équipes juniors - 1988 - Champion d'Espagne du kilomètre juniors - Champion d'Espagne de vitesse juniors - Champion d'Espagne de poursuite par équipes juniors - 2e du Tour de Pampelune - 1989 - 2e du championnat d'Espagne du kilomètre amateurs - 2e du championnat d'Espagne de poursuite par équipes amateurs | - 1991 - Tour du Hainaut : - Classement général - Prologue et 7ea étape (contre-la-montre) - Grand Prix de Cantabrie - Gran Premio Asteasu - Hendaye-Hernani - 5e étape du Tour de Zamora - 2e du Circuito de Pascuas - 3e de Pampelune-Bayonne - 3e du championnat du Pays basque du contre-la-montre par équipes - 1992 - Lazkaoko Proba - Prueba Loinaz - Tour de la Bidassoa : - Classement général - 1re étape - San Gregorio Saria - Gran Premio Berriatua - 2e de Bayonne-Pampelune |  |

### Palmarès professionnel
- 1992
  - Prueba Villafranca de Ordizia
  - 3e de la Clásica de Almería
- 1993
  - 2e du Trophée Castille-et-León
- 1994
  -  Champion d'Espagne sur route
  -  Champion d'Espagne du contre-la-montre
  - Clásica de Alcobendas
  - Tour des Asturies :
    - Classement général
    - 2e étape (contre-la-montre)

  - 1re étape du Tour de Catalogne (contre-la-montre)[6]
  - 2e du Trofeo Comunidad Foral de Navarra
  - 5e du championnat du monde du contre-la-montre
  - 6e du Tour de Catalogne[6]
- 1995
  -  Champion du monde sur route
  - Prologue, 7e (contre-la-montre) et 20e (contre-la-montre) étapes du Tour d'Espagne
  - Subida al Naranco
  - 2e du Tour d'Espagne
  -  Médaillé d'argent au championnat du monde du contre-la-montre
  - 3e du Tour de la Communauté valencienne
  - 4e de Paris-Nice
- 1996
  - Tour de Romandie :
    - Classement général
    - Prologue et 5eb étape (contre-la-montre)

  - Tour de Galice :
    - Classement général
    - Prologue et 5eb étape (contre-la-montre)

  - 2e du Grand Prix du canton d'Argovie
  - 2e du championnat d'Espagne sur route
  -  Médaillé d'argent du contre-la-montre aux Jeux olympiques d'Atlanta
  - 3e du Tour du Pays basque
  - 3e du Tour d'Italie
  - 3e du Grand Prix des Nations
  - 8e du championnat du monde du contre-la-montre
  - 9e du Tour de France
- 1997
  - 1re étape du Tour des Asturies (contre-la-montre)
  - Bicyclette basque :
    - Classement général
    - 4eb étape (contre-la-montre)

  - 6e étape du Critérium du Dauphiné libéré
  - 20e étape du Tour de France (contre-la-montre)
  - 4e étape du Tour de Burgos (contre-la-montre)
  - Grand Prix Eddy Merckx
  - 2e du Tour des Asturies
  - 2e du Critérium du Dauphiné libéré
  - 2e du Tour de Burgos
  - 2e du GP Llodio
  - 3e du Tour d'Aragon
  - 4e du Tour de France
- 1998
  -  Champion du monde du contre-la-montre
  -  Champion d'Espagne du contre-la-montre
  - Classement général du Tour de La Rioja
  - Bicyclette basque :
    - Classement général
    - 4eb étape (contre-la-montre)

  - 2e étape du Tour de Galice
  - Tour de Burgos :
    - Classement général
    - 1re étape (contre-la-montre)

  - Grand Prix Eddy Merckx (avec José Vicente García Acosta)
  - Tour d'Espagne :
    -  Classement général
    - 9e étape (contre-la-montre)

  - 2e du Tour de Galice
  - 2e de l'Escalade de Montjuïc
  - 6e du Tour de Catalogne
- 1999
  - 2eb étape du Tour des Asturies (contre-la-montre)
  - 4eb étape de la Bicyclette basque (contre-la-montre)
  - Tour de Burgos :
    - Classement général
    - 1re étape (contre-la-montre)

  - 6e étape du Tour d'Espagne (contre-la-montre)
  - 2e du GP Breitling (avec Laurent Jalabert)
  - 3e du Tour de Galice
  - 6e du Tour de France
- 2000
  - 2eb étape du Tour méditerranéen (contre-la-montre par équipes)
  - Tour de la Communauté valencienne :
    - Classement général
    - 5eb étape (contre-la-montre)

  - Tirreno-Adriatico :
    - Classement général
    - 5e étape (contre-la-montre)

  - Classement général du Critérium international
  - 4e étape du Tour de France (contre-la-montre par équipes)
  - 9e étape du Tour d'Espagne (contre-la-montre)
  - 4e du contre-la-montre des Jeux olympiques de Sydney
  - 5e du championnat du monde du contre-la-montre
- 2001
  - Classement général de la Clásica de Alcobendas
  - 2e du Tour d'Italie
- 2002
  - 4e étape du Tour de France (contre-la-montre par équipes)
  - 2e du championnat d'Espagne sur route

### Résultats sur les grands tours

#### Tour de France
8 participations
- 1993 : abandon (2e étape)
- 1994 : 30e
- 1996 : 9e
- 1997 : 4e, vainqueur de la 20e étape (contre-la-montre)
- 1998 : abandon (11e étape)
- 1999 : 6e
- 2000 : 34e, vainqueur de la 4e étape (contre-la-montre par équipes)
- 2002 : 78e, vainqueur de la 4e étape (contre-la-montre par équipes)

#### Tour d'Espagne
7 participations
- 1994 : 19e
- 1995 : 2e, vainqueur du prologue et des 7e (contre-la-montre) et 20e (contre-la-montre) étapes,  maillot or pendant 2 jours
- 1997 : abandon (7e étape)
- 1998 :  Vainqueur du classement général, vainqueur de la 9e étape (contre-la-montre),  maillot or pendant 13 jours
- 1999 : abandon (14e étape), vainqueur de la 6e étape (contre-la-montre),  maillot or pendant 7 jours
- 2000 : 19e, vainqueur de la 9e étape (contre-la-montre),  maillot or pendant 1 jour
- 2001 : 64e

#### Tour d'Italie
2 participations
- 1996 : 3e,  maillot rose pendant 1 jour
- 2001 : 2e